# Hate to Feel
Pistes de Dirt
Iron Gland
(10) Angry Chair
(12)
Hate to Feel est une chanson du groupe de rock américain Alice in Chains apparu sur leur second album Dirt  sorti en 1992. C'est la onzième piste de l'album et dure cinq minutes et seize secondes. L'auteur et le compositeur du titre est le chanteur du groupe Layne Staley, il s'agit du second titre entièrement composé par le chanteur sur l'album, l'autre étant Angry Chair. En outre, le chanteur composera un autre titre sur l'album suivant, Alice in Chains, il s'agit du titre Head Creeps.
Le titre apparaît plus tard sur deux compilations du groupe, Music Bank (1999) et The Essential Alice in Chains (2006).

## Paroles et musique
L'auteur est le chanteur Layne Staley. Comme la plupart des titres de l'album, la chanson parle de la toxicomanie. Le texte blâme en partie son père comme étant responsable de la dépendance de Staley. La chanson parle de la toxicomanie comme pour les titres Junkhead, Dirt', God Smack et Angry Chair. Dans une interview en 1999, le guitariste Jerry Cantrell déclare à propos de la composition :
« Layne a toujours été honnête dans ses chansons, tout comme le reste d'entre nous. J'ai toujours pensé qu'on doit parler de ces thèmes. »
Dans une interview avec le magazine Metal Hammer en 1993, Cantrell déclare :
« Des chansons comme "Hate to Feel" et "Angry Chair" illustrent pleinement le choix, de vivre ou de mourir. »
La chanson commence avec une introduction de guitare lourde et lente. Après un certain temps, les versets gagnent en gravité. Après le premier verset, la chanson ralentit de nouveau, et, après le second refrain, un solo de guitare est joué par Cantrell avec une pédale wah-wah.

## En live
La chanson est jouée en live pour la première fois le 13 novembre 1992, lors de la tournée Down in a Hole. Elle a été jouée au total plus de 50 fois lors de cette tournée. La performance la plus récente du titre a eu lieu le 30 octobre 1993, en Australie. La chanson est l'une des moins jouées de Dirt. En plus de la chanson Angry Chair, Hate to Feel est la deuxième composition dans laquelle le chanteur Layne Staley a joué de la guitare rythmique lors des concerts.

## Personnel
- Layne Staley – chant, guitare rythmique
- Jerry Cantrell – guitare lead
- Mike Starr – guitare basse
- Sean Kinney – batterie